# Petar Krumov
Petar Krumov (født 6. august 1934 i Stara Zagora, død 20. december 2021) var en bulgarsk komponist, dirigent og forfatter.
Krumov studerede direktion og komposition hos Georgi Dimitrov og Filip Koutev på Det Statslige Musikkonservatorium i Sofia.
Han skrev orkesterværker, kammermusik, en ballet, scenemusik, korværker og over 600 sange etc. Krumov studerede og udforskede desuden den bulgarske folklore, og dirigerede mange bulgarske værker. Han forfattede også musikteoretiske værker om dette emne.

## Udvalgte værker
- Dagen før brylluppet (1968) - for traditionelt bulgarsk orkester
- Thrakisk Suite (1975) - for traditionelt bulgarsk orkester
- Lazarska (1984) - for kor
- En bulgarsk kvinde vasker (1982) - ballet
- Dans fra Dobroudja nr. 1 (1982 - for blæserorkester
- Dans fra Dobroudja nr. 2 (1988) - for blæserorkester